# Altgarbsen
Altgarbsen ist ein Stadtteil der Stadt Garbsen in Niedersachsen.

## Geografie
Altgarbsen ist ein Stadtteil von Garbsen und mit etwa 11.000 Einwohnern nach Berenbostel der zweitbevölkerungsreichste Stadtteil. Der Ortsteil liegt zwischen der A 2 (Anschlussstelle Garbsen-Ost) im Norden und dem Mittellandkanal im Süden auf einer Höhe von ca. 50 m ü. NN. Altgarbsen grenzt im Norden an Auf der Horst und im Westen an Schloß Ricklingen. Südlich befindet sich die Grenze zur Stadt Seelze und im Osten liegt der Stadtteil Havelse.

## Geschichte
Das Gebiet wurde schon prähistorisch besiedelt, wie der Fund von steinzeitlichen Gerätschaften und zahlreiche Urnenfunde der Harpstedt-Nienburger Gruppe, bedingt durch den Abbau von Sand in Garbsen im 19. und 20. Jahrhundert, dokumentieren.
Die Kirche von Garbsen wurde 1250 urkundlich erwähnt, als sie dem 1196 entstandenen Kloster Marienwerder zugeschlagen wurde.
Die ältesten Gebäude in Garbsen stehen seit dem Dreißigjährigen Krieg. Um 1730 hatte Garbsen 33 Hofstellen und ca. 150 Einwohner. Die heutige Dorfkirche wurde von Friedrich August Ludwig Hellner (1791–1862) im Jahre 1845 erbaut. Seit dem Beginn der industriellen Entwicklung in Garbsen am Ende des 19. Jahrhunderts, die erste Ziegelei wurde 1886 errichtet, wandelt sich das Ortsbild stetig.

## Politik

### Ortsrat
Der Ortsrat der Ortschaft Garbsen, der die Stadtteile Garbsen-Mitte, Havelse, Auf der Horst und Altgarbsen vertritt, setzt sich aus sechs Ratsfrauen und acht Ratsherren zusammen.
Sitzverteilung
- SPD: 5 Sitze
- CDU: 4 Sitze
- Grüne: 2 Sitze
- FDP: 1 Sitz
- AfD: 1 Sitz
- fraktionslos: 1 Sitz

(Stand: Kommunalwahl 2021)

### Ortsbürgermeister
Die Ortsbürgermeisterin ist Silke Häusler (CDU). Ihre Stellvertreter sind Ursula Zander-Porbeck (SPD), Darius Pilarski (Grüne) und Ullrich Jagstaidt (FDP).

### Wappen
Der Entwurf des Kommunalwappens von Altgarbsen stammt von dem Heraldiker und Wappenmaler Gustav Völker, der zahlreiche Wappen in der Region Hannover erschaffen hat. Das Wappen wurde am 19. Mai 1955 vom Niedersächsischen Minister des Innern verliehen.
| Wappen von Altgarbsen | Blasonierung: „In Blau auf grünem Dreiberg, belegt mit einer goldenen Urne, ein vierstufiger Giebel, überhöht mit einem silbernen Schornstein, begleitet rechts von einer goldenen Ähre und links von einer silbernen Tanne.“ |
| Wappen von Altgarbsen | Wappenbegründung: Die in dem Dreiberg dargestellte Urne weist darauf hin, dass bei dem erheblichen Sandvorkommen in der Gemarkung reiche Urnenfunde gemacht worden sind. Aus diesem Sandvorkommen entstand die Kalksandsteinindustrie, der die Gemeinde Garbsen schließlich den wirtschaftlichen Aufschwung verdankt. Neben dem Schornstein ist links eine Ähre angelehnt, die auf die frühere Landwirtschaft hinweist, und rechts neben dem Schornstein befindet sich eine Tanne, die ebenfalls auf den früher reichen Waldbestand hindeuten soll. |

## Kultur und Sehenswürdigkeiten

### Bauwerke
- Die auf dem höchsten Punkt im alten Ortskern gelegene und 1845 eingeweihte Kirche Altgarbsen gehört zur evangelisch-lutherischen Kirchengemeinde Alt-Garbsen.
- Die katholische Kirche St. Johannes Evangelist wurde 1967/68 erbaut. 2007 wurde sie profaniert und noch im gleichen Jahr abgerissen, zuletzt gehörte sie zur Pfarrgemeinde St. Raphael in Garbsen. Auf dem Grundstück wurde eine Seniorenwohnanlage errichtet. Heute befindet sich die nächstgelegene katholische Kirche ca. 1,5 km entfernt im Garbsener Ortsteil Auf der Horst.

### Baudenkmale
- Siehe: Liste der Baudenkmale in Altgarbsen

### Fotogalerie

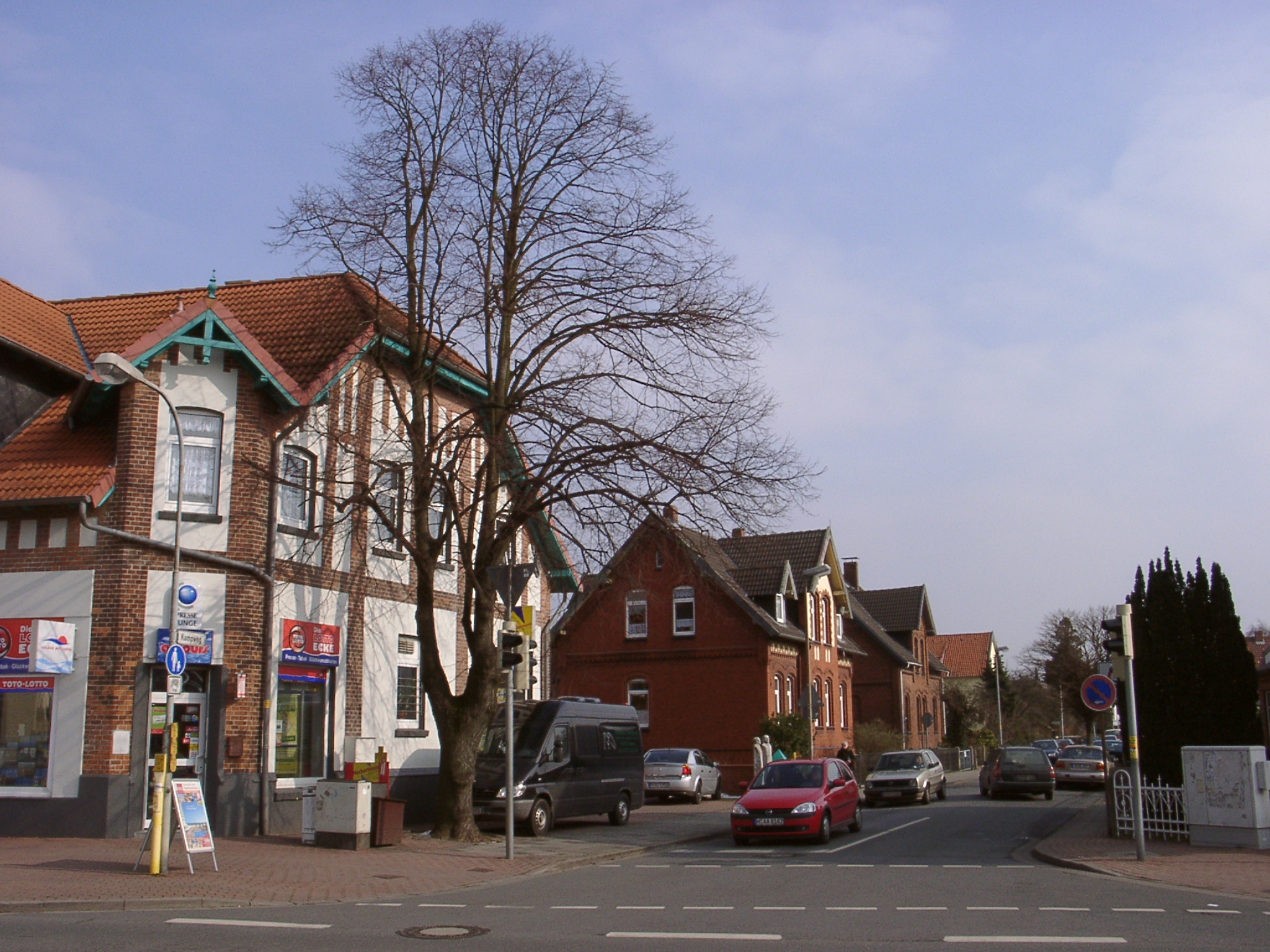
Kampweg
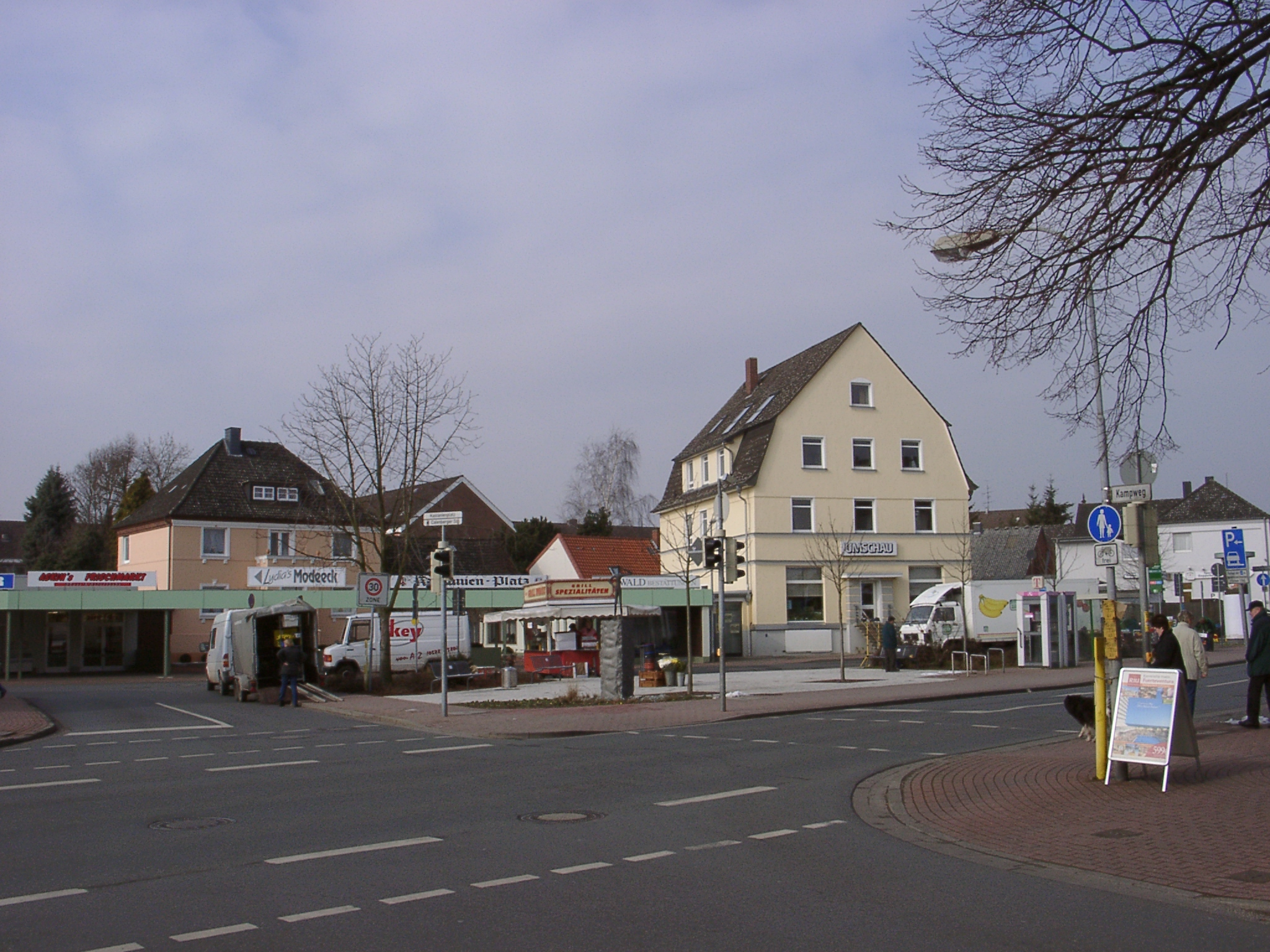
Kastanienplatz
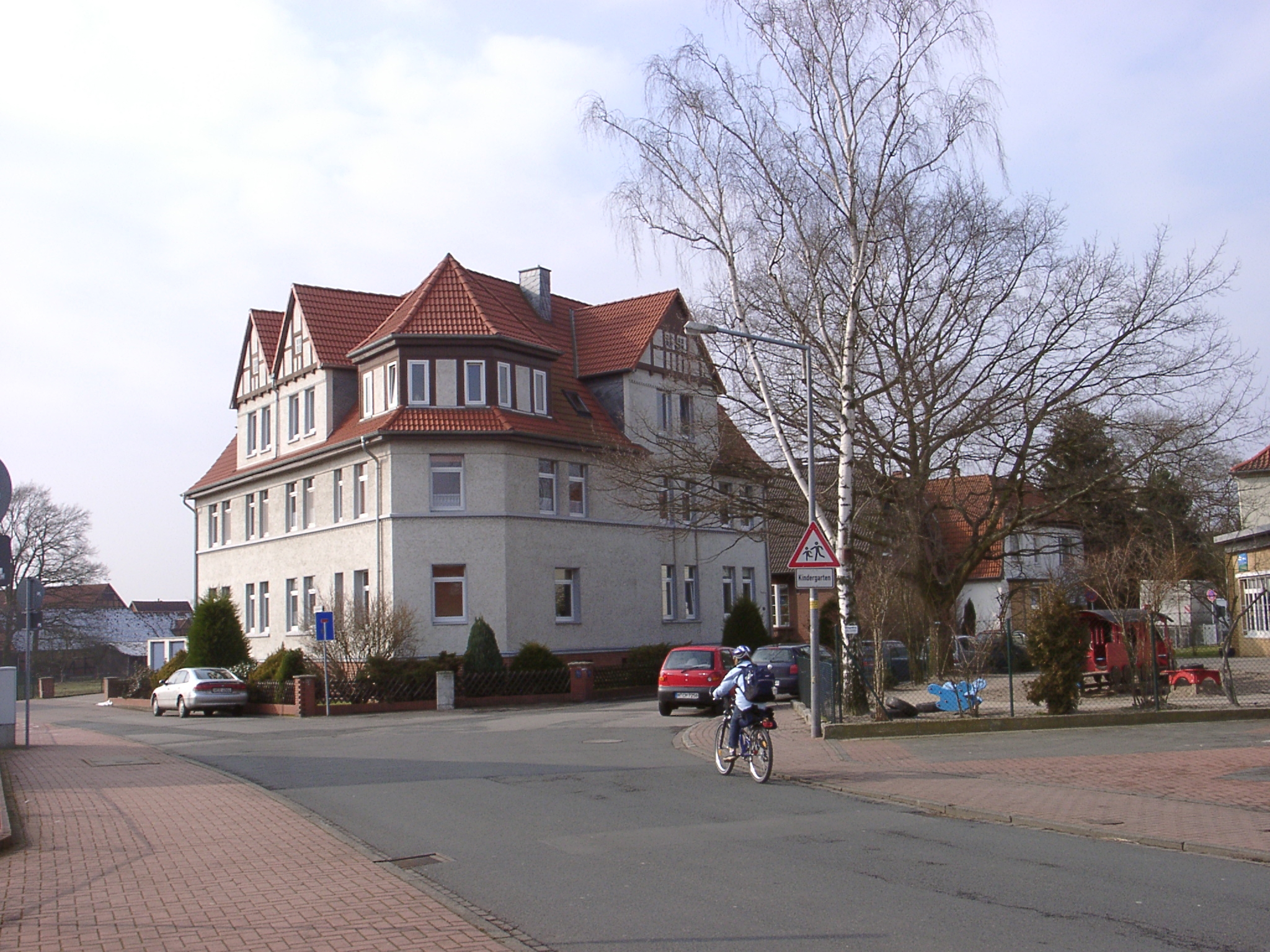
Calenbergerstraße
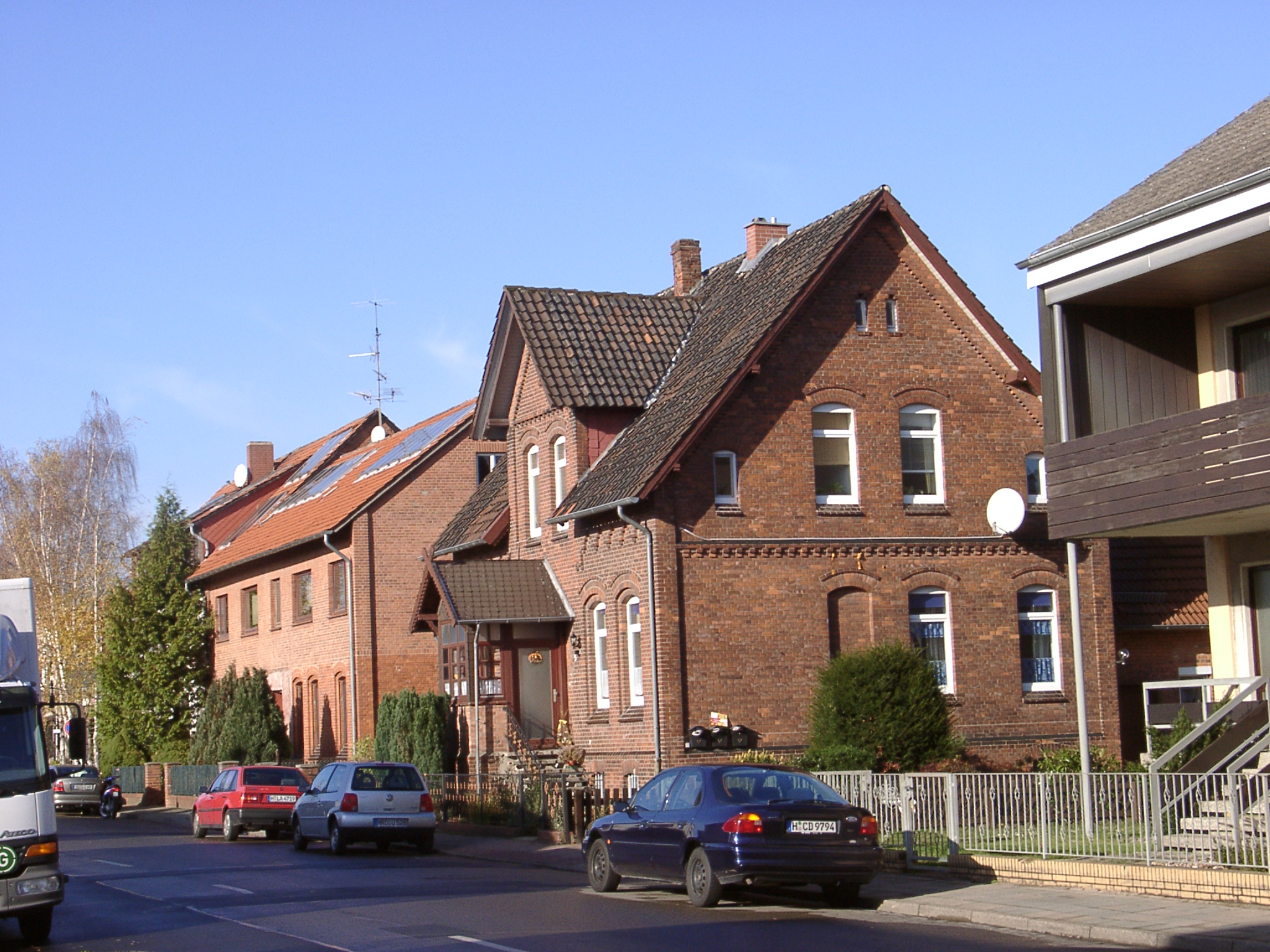
Mühlenbergsweg

## Wirtschaft und Infrastruktur
Der dörfliche Ortskern mit zum Teil noch landwirtschaftlich tätigen Gehöften findet sich rund um die kleine, evangelisch-lutherische, aus Backsteinen erbaute Dorfkirche und zieht sich die Calenberger Straße entlang. In 200 Meter Entfernung findet sich als Zentrum des Stadtteils der direkt an der Hannoverschen Straße gelegene Kastanienplatz. Rund um den Kastanienplatz gruppieren sich einige Geschäfte u. a. mit Lebensmittelangeboten, der traditionelle Gasthof „Zur Eiche“ und das Verlagshaus der Garbsener Zeitung „Umschau“. Im Jahr 2003 wurden die großen alten Kastanienbäume aus Sicherheitsgründen gefällt, neue Kastanien wurden gepflanzt und der Platz neu gepflastert und hergerichtet. Seitdem findet dort regelmäßig ein Wochenmarkt statt.
Neben dem alten Ortskern, in dem die baulichen Lücken bereits in den 1950er Jahren durch Ein- und Mehrfamilienhäuser geschlossen wurden, finden sich größere Baugebiete aus den 1950er- bis 1970er-Jahren mit Einfamilienhäusern am Kochslandweg, Mehrfamilienhäusern am Pottberg und im Bereich der Ziegelstraße und Hochhäusern am Maschweg und Am Kreuzstein.
Altgarbsen besitzt mit der „Grundschule Osterberg“, die ca. 500 Schüler unterrichtet, die größte Grundschule der Stadt Garbsen.
Längs der Autobahn A 2, an die Altgarbsen grenzt, befinden sich viele Gewerbebetriebe. Hervortretend das Einkaufszentrum „Centrum Kohake Garbsen“ mit einem großen Baumarkt, Ärztehaus, Dienstleistern und Einzelhandelsgeschäften.
Nach Süden und Südwesten grenzt Altgarbsen an die in kleinen Teilen noch naturnahe Leineaue (Überschwemmungsgebiet) mit ihren Ackerflächen sowie den Mittellandkanal. Seit 2005 lädt eine Hannoversche Reederei zu Ausflugsfahrten auf dem Mittellandkanal ein (Anleger an der Straße „Am Kanal“).
Verkehr
Zwei Buslinien und eine Nachtbuslinie des Großraum-Verkehrs Hannover bieten Fahrmöglichkeiten innerhalb Altgarbsens sowie von und zu benachbarten Ortsteilen und Nachbarkommunen.